# Colli di Faenza bianco
Le Colli di Faenza bianco est un vin blanc de la région Émilie-Romagne doté d'une appellation DOC depuis le 4 août 1997. Seuls ont droit à la DOC les vins récoltés à l'intérieur de l'aire de production définie par le décret. 

## Aire de production
Les vignobles autorisés se situent en province de Ravenne dans les communes de Brisighella, Casola Valsenio, Riolo Terme, Faenza et Castel Bolognese ainsi que dans les communes Modigliana et Tredozio en province de Forlì-Cesena.

## Caractéristiques organoleptiques
- couleur: jaune paille plus ou moins intense
- odeur : intense, délicat, fruité
- saveur: sec, harmonique, frais

Le Colli di Faenza bianco se déguste à une température de 10 à 12 °C et il se boit jeune.

## Production
Province, saison, volume en hectolitres :
- pas de données disponibles